# 김민서 (2000년)
김민서(2000년 6월 5일 ~ )는 대한민국의 축구 선수로, 포지션은 공격형 미드필더이다.

## 클럽 경력
2019년 김민서는 부평고등학교를 졸업하고, K리그2 서울 이랜드 FC와 계약을 맺었다.
2020시즌을 앞두고 양주 시민축구단으로 임대 이적했다.
2021시즌을 앞두고 전주시민축구단으로 임대 이적했다.
2021시즌을 마치고 상호간 합의에 의한 계약 해지로 서울 이랜드 FC를 떠나게 되었다.
2022시즌을 앞두고 K4리그의 고양시민축구단에 입단했다.